# Музей ордена Освобождения
Музей ордена Освобождения (фр. Musée de l’Ordre de la Libération) — музей в Париже, расположенный в комплексе зданий Дома Инвалидов.

## История
Орден Освобождения — государственная награда Франции, учреждённая 17 ноября 1940 года генералом Шарлем де Голлем для вознаграждения участников воинских формирований и гражданских объединений движения Сопротивления в годы Второй мировой войны.
Постановлением от 10 августа 1945 года ордену Освобождения был присвоен статус, аналогичный ордену Почётного легиона с правами юридического лица, с возможностью хозрасчёта как органа социального обеспечения кавалеров ордена и прочих участников движения «Свободная Франция». Всего было произведено 1061 принятие в орден Освобождения. В 1967 году в Париже был основан музей для увековечивания памяти кавалеров ордена Освобождения и участников движения Сопротивления.
Музей очень велик. На площади 1 000 квадратных метров, в трёх галереях и шести просторных залах размещены более 4 тысяч экспонатов. Каждый из них — это целая история, посвящённая ордену в целом или одному из его кавалеров. Здесь находятся комплекты военной униформы, оружие, флаги, захваченные на полях сражений в Европе и Северной Африке.
Отдельную экспозицию составляют печатные материалы того времени — документы, листовки, тайная пресса, выходившая на оккупированных землях.
Генералу де Голлю — единственному и бессменному гроссмейстеру ордена Освобождения — посвящён целый зал музея. Это Зал Чести, и здесь выставлены настоящие реликвии времен Второй Мировой войны — уникальные документы, описывающие действия воинов Сопротивления, а также рукописи де Голля. Здесь же выставлена и единственная в своем роде цепь гроссмейстера ордена Освобождения, которая после смерти генерала была передана на хранение в музей. Эта цепь представляет собой драгоценное произведение искусств. Она состоит из девяти толстых золотых колец вперемежку с десятью лотарингскими крестами зелёной эмали, в центре которых находится овальный чёрный медальон с символическим крестом. На каждом из колец цепи вырезано название одной из земель, находящихся в те годы под владычеством Французской империи. Вся коллекция музея в основном сконцентрирована на представлении информации, напрямую касающейся роли Франции во Второй Мировой.
Главные герои музея — это кавалеры ордена Освобождения. Наверное, многим небезынтересно будет узнать, что в орден было принято всего шесть женщин и 44 иностранных гражданина, среди которых имена прославленных политических деятелей — короля Георга VI, Мухаммеда V, Уинстона Черчилля и президента Эйзенхауэра. Самыми молодыми кавалерами ордена Освобождения были 14-летний Матюрен Энрио, принятый в орден посмертно, а также 16-летний Лазарь Питкович. Большая часть экспонатов попала в музей из частных коллекций, переданных родственниками кавалеров ордена. Так, предметы, посвящённые жизни и деятельности знаменитого Жана Мулена, были отданы в дар музею совсем недавно. Имена героев Франции сегодня можно прочитать в списках, которые выставлены в Музее Освобождения.